# Coenypha lucasi
Coenypha lucasi är en spindelart som först beskrevs av Hercule Nicolet 1849.  Coenypha lucasi ingår i släktet Coenypha och familjen krabbspindlar. Inga underarter finns listade i Catalogue of Life.